# 維亞茨基耶波利亞內
58°36′N 49°39′E / 58.600°N 49.650°E
維亞茨基耶波利亞內（俄语：Вя́тские Поля́ны）是俄羅斯基洛夫州南部的一個城市，位於維亞特卡河畔，距基洛夫東南350公里。2021年人口29,742人。
1596年建立，1942年設市。